# Akimerus schaefferi
Akimerus schaefferi là một loài bọ cánh cứng trong họ Cerambycidae, phân họ Lepturinae. Loài bọ này phân bố rộng khắp châu Âu lục địa, trải dài từ Iberia tới Ba Lan và Hungary, cũng như ở Bulgaria và Hy Lạp.

## Phân loại
Loài này có 2 phân loài đã được chấp nhận, và 2 dạng có màu sắc khác nhau đã được miêu tả:
- Akimerus schaefferi schaefferi (Laicharting, 1784)
  - Akimerus schaefferi schaefferi var. nigrinus Pic[khi nào?]
  - Akimerus schaefferi schaefferi var. renatae Ravalier & Barthe, 1956
- Akimerus schaefferi ariannae Perarini & Sabbadini, 2007

Phân loài ghi sau chỉ có ở Hy Lạp, trong khi các loài khác có mặt khắp mọi nơi nhưng có thể không có mặt ở Hy Lạp.
Một số tên gọi đồng nghĩa trước đây sử dụng cho loài A. schaefferi là:
- Leptura schaefferi Laicharting, 1784
- Rhagium cinctum Fabricius, 1787
- Toxotus dentipes Mulsant, 1842
- Toxotus schaefferi (Laicharting, 1784)
- Acimerus schaefferi (lapsus)

## Hình ảnh

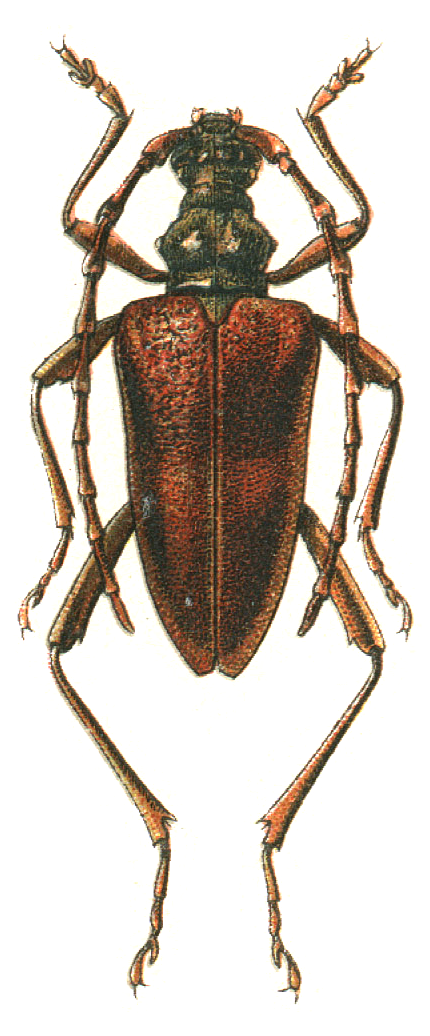